# Борисенков, Василий Павлович
Василий Павлович Борисенков (1 октября 1924, село Михайлов Погост, Псковская губерния — 3 мая 2020) — советский живописец, член Санкт-Петербургского Союза художников (до 1992 года — Ленинградской организации Союза художников РСФСР).

## Жизнь и творчество
В 1938 году поступил в Среднюю художественную школу при Институте живописи, скульптуры и архитектуры Всероссийской Академии художеств. С 1942 по 1945 г. командир отряда 2-й гвардейской миномётной бригады при Ставке Верховного Главнокомандующего. В 1948—1954 гг. — Институт живописи, скульптуры и архитектуры им. И. Е. Репина Академии художеств СССР. Учился у В. М. Орешникова и А. А. Мыльникова (живопись), А. Л. Королева (рисунок).
С 1957 года член Союза художников СССР.
Принимал участие в художественных выставках:
- 1954 г., Москва, третья Всесоюзная выставка дипломных работ студентов художественных вузов СССР выпуска 1954 года.
- 1955 г., Автономные республики, края и области, передвижная выставка произведений ленинградских художников.
- 1956 г., Ленинград, Осенняя выставка произведений ленинградских художников.
- 1958 г., Ленинград, Осенняя выставка произведений ленинградских художников.
- 1961 г., Ленинград, Выставка произведений ленинградских художников в Государственном Русском музее.
- 1975 г., Ленинград, выставка в Государственном Русском музее, посвящённая 30-летию Победы и др.

## Картины
- «Прощание» (1988),
- «Стояли насмерть» (1974),
- «После охоты на волков» (1954, Военно-исторический музей артиллерии, инженерных войск и войск связи)
- «След» (1965)